# Eusèbe Feys
Jean-Marie-Eusèbe Feys (Rambervillers, Vogezen, 27 december 1819 - Brugge, 27 juli 1906) was een Belgisch onderwijzer en historicus. Hij was gehuwd met Marie Bauwens.

## Levensloop
Eusèbe Feys kwam in oktober 1838 naar België, waar hij zich drie jaar in Namen vestigde. Vanaf 1841 was hij leraar aan het Sint-Quirinuscollege in Hoei. In 1844 behaalde hij de graad van kandidaat in de wijsbegeerte en letteren, een jaar later werd hij doctor in de wijsbegeerte en letteren. Vanaf 1851 was Feys leraar aan de Normaalschool in Brugge. Op 12 juni 1853 werd hij tot Belg genaturaliseerd. In 1858 zorgde hij samen met Lodewijk Roersch voor de heroprichting van de Revue Pédagogique als de Revue de l'Instruction Publique en Belgique, vanaf dan uitgegeven door Daveluy in Brugge. In 1874 was hij een van de oprichters van de Société pour le progrès des études philologiques et historiques.
Feys werd in 1877 bestuurslid van het Genootschap voor Geschiedenis te Brugge en werd ondervoorzitter in 1882. Hij nam ontslag in 1903, omwille van gezondheidsredenen. Daarnaast was hij corresponderend lid van de Italiaanse heraldische raad in Pisa. Feys was ridder in de Leopoldsorde.